# Värnamo (comuna)
Värnamo ou Vernamo (em sueco: Värnamos kommun) é uma comuna da Suécia, localizada no condado de Jönköping. Sua capital é a cidade de Värnamo. Possui 1 216 quilômetros quadrados e uma população de 34 692 habitantes (2022).

## Comunicações
A comuna de Värnamo é atravessada pela estrada europeia E4  (Helsingborg – Haparanda) e pela estrada nacional 27 (Karlskrona – Gotemburgo), assim como pelas linhas férreas Halmstad – Nässjö e  Gotemburgo – Kalmar/Karlskrona.                                                                     